# Mount Nelson (Antarktika)
Mount Nelson ist ein 1930 m hoher Berg im westantarktischen Marie-Byrd-Land. Im Königin-Maud-Gebirge ragt er 5 km nordöstlich des Mount Pulitzer an der Westflanke des Scott-Gletschers auf.
Entdeckt wurde er im Dezember 1934 durch die geologische Mannschaft um Quin Blackburn (1900–1981) bei der zweiten Antarktisexpedition (1933–1935) des US-amerikanischen Polarforschers Richard Evelyn Byrd. Das Advisory Committee on Antarctic Names benannte ihn 1967 nach Randy L. Nelson, der im antarktischen Winter 1965 satellitengeodätische Vermessungen auf der McMurdo-Station vorgenommen hatte.